# Saturday Island
Saturday Island (alternatieve titel: Island of Desire) is een Britse romantische avonturenfilm in Technicolor uit 1952 onder regie van Stuart Heisler. De film is gebaseerd op de gelijknamige roman uit 1935 van Hugh Brooke en werd destijds in Nederland uitgebracht onder de titel Het eiland van begeerte.

## Verhaal
Tijdens de Tweede Wereldoorlog loopt op een Amerikaans militair hospitaalschip dat via de Stille Oceaan onderweg is van het Verre Oosten naar de Verenigde Staten, op een Japanse zeemijn. De bemanning springt overboord en een klein rubberbootje blijkt de redding te zijn voor een jong korporaaltje Chicken en de verpleegkundige Elizabeth. Als enige overlevenden bereiken ze na enkele dagen een onbewoond eiland. 
Aanvankelijk botert het maar slecht tussen het tweetal; Elizabeth vindt Chicken een jonkie zonder levenservaring en Chicken vindt haar een preutse, saaie vrouw. Ze realiseren zich beiden dat ze op elkaar zijn aangewezen en na verloop van tijd slaat dan toch de vonk over. Twee maanden later verongelukt plotseling een vliegtuig op het eiland, met aan boord de volwassen vlieger William Peck. Tot groot ongenoegen van Chicken raakt Elizabeth smoorverliefd op de nieuweling; al gauw verklaren de mannen elkaar de oorlog. 
Uiteindelijk wordt het drietal opgepikt door een passerend schip en keren terug naar de beschaafde wereld. Aldaar moet Elizabeth een keuze maken tussen de twee mannen.

## Rolverdeling
| Acteur            | Personage                                   |
| ----------------- | ------------------------------------------- |
| Linda Darnell     | Luitenant Elizabeth Smythe                  |
| Tab Hunter        | Marine Corporaal Michael J. 'Chicken' Dugan |
| Donald Gray       | William Peck                                |
| John Laurie       | Grimshaw                                    |
| Sheila Chong      | Tukua                                       |
| Russell Waters    | Dr. Snyder                                  |
| MacDonald Parke   | Kapitein                                    |
| Michael Newell    | Edie                                        |
| Lloyd Lamble      | Officier van de wacht                       |
| Peter Butterworth | Gewonde marinier                            |
| Harold Ayer       | Marine Sergeant                             |
| Diana Decker      | Zuster                                      |
| Hilda Fenemore    | Zuster                                      |
| Joan Benham       | Zuster                                      |
| Brenda Hogan      | Zuster                                      |
| Katharine Blake   | Zuster                                      |

## Ontvangst
Recensent van Het Vrije Volk noemde de film "een volkomen pretentieloos verhaal, dat niet eens zo best gespeeld wordt, maar dat toch nog wel genoeg aardige momenten telt om niet weg te lopen. Criticus van het Algemeen Dagblad noemde de film een "typisch product van de Hollywoodse droomfabriek".